# Pinça óptica
Pinças ópticas, também chamadas de armadilhas de força gradiente de feixe único, são instrumentos científicos que utilizam lasers extremamente focalizados para manipular pequenos objetos dielétricos. A força criada pela pinça depende da diferença do índice de refração do objeto e do meio que o envolve. Pinças ópticas tem sido particularmente aplicadas em experimentos de biologia celular nos últimos anos.